# Husaby landskommun
Husaby landskommun var en tidigare kommun i dåvarande Skaraborgs län.

## Administrativ historik
När 1862 års kommunalförordningar trädde i kraft inrättades den som landskommun i Husaby socken i Kinnefjärdings härad i Västergötland.
Den ombildades till storkommun vid kommunreformen 1952 genom sammanläggning med landskommunerna Broby, Hangelösa, Kinne-Kleva, Källby, Ledsjö, Ova, Skeby och Skälvum.
I Ova, Ledsjö och Skälvum låg det år 1915 inrättade Lundsbrunns municipalsamhälle. Detta medföljde till denna kommun, men upplöstes med utgången av år 1957.
Kommunen upplöstes 1 januari 1967, då dess område gick upp i dåvarande Götene köping. Området tillhör sedan 1971 Götene kommun.
Kommunkoden var 1613.

### Kyrklig tillhörighet
I kyrkligt hänseende tillhörde kommunen Husaby församling. Den 1 januari 1952 tillkom församlingarna Broby, Hangelösa, Kinne-Kleva, Källby, Ledsjö, Ova, Skeby och Skälvum.

## Geografi
Husaby landskommun omfattade den 1 januari 1952 en areal av 141,60 km², varav 141,24 km² land.

### Tätorter i kommunen 1960
| Tätort      | Folkmängd |
| ----------- | --------- |
| Lundsbrunn  | 492       |
| Kinne-Kleva | 203       |

Tätortsgraden i kommunen var den 1 november 1960 18,5 procent.

## Politik

### Mandatfördelning i valen 1946-1962
| 6 | 4 | 3 | 2 |

| 14 |

| 12 | 10 | 10 | 3 |

| 32 |

| 12 | 9 | 9 | 5 |

| 29 | 6 |

| 10 | 11 | 8 | 6 |

| 28 | 7 |

| 11 | 10 | 8 | 6 |

| 29 | 6 |